# Калинин, Александр Константинович
Александр Константинович Калинин (11 сентября 1914, посёлок Б. Уланов, ныне на территории Волгоградской области — 9 сентября 2004, Москва) — советский и российский шахматный композитор; мастер спорта СССР по шахматной композиции (1970). Председатель комиссии по шахматной композиции ЦШК ВС СССР (с 1966), редактор шахматного отдела журнала «Военный вестник» (с 1969). Автор ряда статей по различным вопросам шахматной композиции. С 1928 опубликовал около 320 задач разных жанров и этюдов. На конкурсах отличиями отмечены 115 композиций, в том числе 55 призами (23 — первыми). 9-кратный чемпион ВС СССР (трёхходовки — 1967, 1972, 1975, 1980; многоходовки — 1967, 1970, 1980; этюды — 1975, 1983), 2-кратный чемпион Москвы. Любимые жанры — трёх- и многоходовки, этюды.